# Utflykter med utländska författare
Utflykter med utländska författare är en essäsamling av Artur Lundkvist utgiven 1969.
Den består av essäer om dansk, fransk, engelskspråkig och latinamerikansk litteratur. Flera av artiklarna publicerades ursprungligen i Bonniers Litterära Magasin, Ord och Bild, Stockholmstidningen och Dagens Nyheter, men några var nyskrivna för boken.

## Innehåll
I
- Bondemyt och livsgåta hos Albert Dam
- Ole Sarvig och verklighetens kris
- Motsatsernas diktare: Villy Sørensen
- Svend Åge Madsen och den genomförda osäkerheten
- William Heinesen och hans Underland i Atlanten

II
- Orden och/eller verkligheten. Från Raymond Rousel till Robbe-Grillet
- Tvivelaktiga utvägar. Robbe-Grillets och Claude Simons senaste romaner
- Mellan skräck och extas: Le Clézio
- Kanadensisk virvelvind: Réjean Ducharme
- Gombrowicz och ömsesidighetens marionettspel

III
- Rebell och utopist: Hugh MacDiarmid
- Ordspruta och gentlemannagangster: Norman Mailer
- Fem amerikanska romaner (Saul Bellow, Bernard Malamud, William Styron, Calder Willingham, LeRoi Jones)
- Patrick White, Australien

IV
- Två mexikaner: Carlos Fuentes och Fernando del Paso
- Två kubaner: José Lezama Lima och Guillermo Cabrera Infante
- Två peruaner: José Maria Arguedas och Mario Vargas Llosa
- En brasilian och en colombian: João Guimarães Rosa och Gabriel García Márquez
- Tre argentinare: Eduardo Mallea, Ernesto Sábato, Julio Cortázar